# Jad Hatem

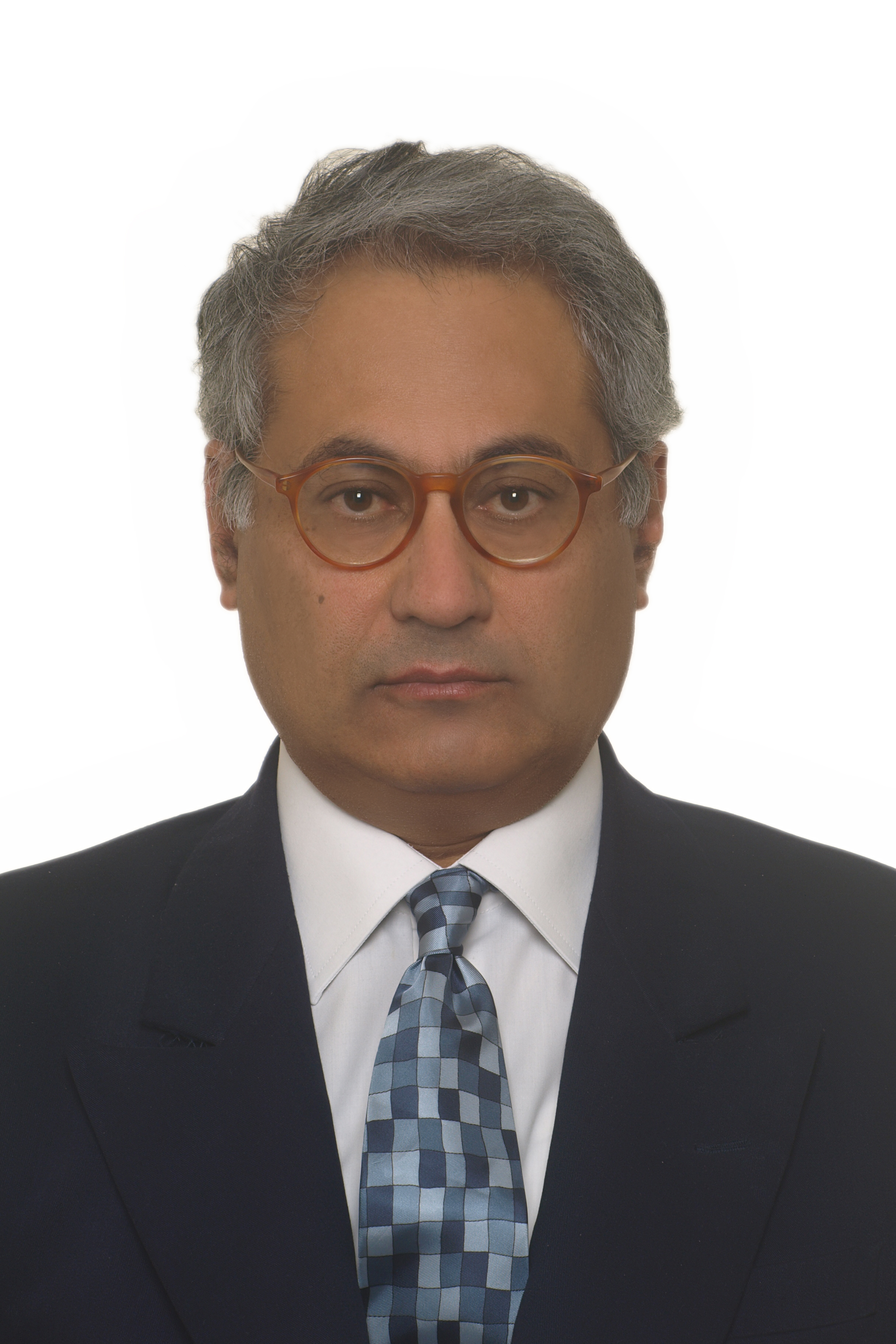
Jad Hatem

Jad Hatem (arabisch جاد حاتم; * 3. Dezember 1952) ist ein libanesischer Philosoph, katholischer Theologe und Literat. Er ist seit 1976 Professor für Philosophie, Literatur und Religionswissenschaften an der Universität Saint-Joseph (USJ) in Beirut.

## Leben
Sein Studium schloss Jad Hatem mit einer philosophischen Doktorarbeit über Schelling ab. Danach promovierte er noch in katholischer Theologie sowie im Fach Literaturwissenschaften. Er war Direktor des Département de philosophie der USJ zwischen 1981 und 1996 und ist es wieder seit 2005. Er ist Direktor des Forschungszentrums „Michel Henry“. Er ist zudem Redakteur von Extasis (1980–1993), der Annales de Philosophie der Universität Saint Joseph, La Splendeur du Carmel und l’Orient des dieux.
Obwohl er mehrere Rufe an westliche Universitäten erhielt, blieb er während des Krieges im Libanon. Trotz der schwierigen Lebensbedingungen in diesem Land während und nach dem Bürgerkrieg hat er ein weithin beachtetes Werk veröffentlicht.
Im Jahr 2013 war er Gastdozent am Lehrstuhl für die Geschichte Westasiens an der Universität Erfurt.

## Werke

### Monographien
- La Genèse du monde fantastique en littérature. 1980; 2nd Revised Edition, Bucharest, Zetabooks, 2008.
- L’Absolu dans la philosophie du jeune Schelling. 1981; 2nd Revised Edition, Bucharest, Zetabooks, 2008.
- Nikos Kazantzaki: masque et chaos. (tr. gr., Athènes, éd. Kédros, 1984), éd. fr. Paris, Cariscript, 1987.
- Enigme et chant. (poésies), Beyrouth, 1985; 2° éd., Paris, Cariscript, 1989.
- Ethique chrétienne et révélation. Paris, Cariscript, 1987.
- L’Echarde du mal dans la chair de Dieu. Cariscript, 1987.
- Mal et transfiguration. Paris, Cariscript, 1987.
- De l’Absolu à Dieu. Autour du Traité sur la liberté de Schelling. Paris, Cariscript, 1987.
- La Quête poétique de Nadia Tuéni. Beyrouth, éd. Dar An-Nahar, 1987.
- Yahya Ibn Adî wa tahdhîb al-akhlâq. Beyrouth, Dar el-Machreq, 1987.
- Au sortir du visage. (poésie), Paris, Cariscript, 1988.
- Les Libans de rêve et de guerre. Paris, Cariscript, 1988.
- Hermann Hesse et la quête de soi. Paris, Cariscript, 1988.
- L’Offrande vespérale. (poésie), Paris, Cariscript, 1989.
- L’Etre et l’extase. Sur trois poèmes de Hokushi, Forthomme et Mambrino. Paris, Cariscript, 1994.
- La Charité de l’infinitésimal. (mit Bernard Forthomme), Paris, Cariscript, 1994.
- Les Cèdres talismaniques. Beyrouth, Aliahova, 1996.
- Hospitalité et signification : Jeanne-Antide Thouret et Edith Stein. (mit Bernard Forthomme), Paris, Cariscript, 1996.
- Affectivité et altérité selon Lévinas et Henry. (mit Bernard Forthomme), Paris, Cariscript, 1996.
- Madame Guyon : Quiétude d’accélération. (mit Bernard Forthomme), Paris, Cariscript, 1997.
- La Ville des puits à l’envers. (nouvelles) (mit Bernard Forthomme), Beyrouth, 1998.
- L’Audace pascale. (poésie), Paris, Cariscript, 1998.
- La Vérité de l’homme au croisement des cultures. Essai sur Sélim Abou, Paris, Cariscript, 1999.
- Introduction à la lecture de Çankara. Paris, Geuthner, 1999. Voir Adi Shankarâchârya.
- La Mystique de Gibran et le supra-confessionnalisme religieux des chrétiens d’Orient. Paris, Les Deux Océans, 1999. Voir Khalil Gibran.
- Mal d’amour et joie de la poésie chez Majnoun Layla et Jacques Jasmin. Agen, Quesseveur, 2000.
- Par la poussière des étoiles. (poésie), illustrations de Réthy Tambourgi, Paris, Cariscript, 2000.
- Hindiyyé d’Alep. Mystique de la chair et jalousie divine. Paris, L’Harmattan, 2001.
- L’Inversion du maître et du serviteur. Paris, L’Harmattan, 2001.
- Marx, philosophe de l’intersubjectivité, Paris, L’Harmattan, 2002.
- Qu’est-ce qu’un Messie?. in Les Tentations du Christ (avec Jacques Caillot et Guillaume Cassegrain), Paris, DDB, 2002.
- Recherches sur les christologies maronites. Paris, Geuthner, 2002.
- Soleil de nuit. Rilke, Fondane, Stétié, Tuéni, Paris, IDlivre, 2002.
- Extase cruciale et théophorie chez Thérèse d’Avila. Paris, L’Harmattan, 2002.
- Le Premier Œil. (poèmes), illustrations d’Anne Guichard, Paris, L’Harmattan, 2003.
- Suhrawardî et Gibran, prophètes de la Terre astrale, Beyrouth, Albouraq, 2003.
- La Gloire de l’Un. Philoxène de Mabboug et Laurent de la Résurrection, Paris, L’Harmattan, 2003.
- La Femme nodale. Thomas Mann et Daniel Cohen, Paris, L’Harmattan, 2003.
- Semer le Messie selon Fondane poète. Bruxelles, La Part de l’œil, 2004.
- Sagesses de Jésus le Christ. Beyrouth, Albouraq, 2004.
- Le Sauveur et les viscères de l’être. Sur le gnosticisme et Michel Henry, Paris, L’Harmattan, 2004.
- Christ et intersubjectivité chez Marcel, Stein, Wojtyla et Henry. Paris, L’Harmattan, 2004.
- Eléments de théologie politique. Paris, L’Harmattan, 2005.
- Mystique et philosophie mêlées. Paris, L’Harmattan, 2005
- Figures de la foudre, méditations poétiques sur trois sculptures de Réthy Tambourgi. Agen, Quesseveur, 2005.
- Hallâj et le Christ. Paris, L’Harmattan, 2005.
- Marx, philosophe du mal. Paris, L’Harmattan, 2006.
- Théologie de l’œuvre d’art mystique et messianique. Thérèse d’Avila, Andreï Roublev, Michel Henry, Bruxelles, Lessius, 2006.
- Satan, monothéiste absolu selon Goethe et Hallâj. Paris, Éditions du Cygne, 2006.
- Dieu en guise d’homme dans le druzisme. Paris, Librairie de l’Orient, 2006.
- Le Lever de l’Aurore. Agen, Quesseveur, 2007.
- Charité de l’infinitésimal. Variations leibniziennes, Paris, L’Harmattan, 2007.
- La Rosace. Prolégomènes à la mystique comparée, Paris, Éditions du Cygne, 2008.
- Shakespeare et Louise Labé. Essai sur la poésie de l’extase amoureuse, Paris, Orizons, 2008.
- La Reine de sauveté. (poésie), Ed. du Cygne, Paris, 2009.
- De l’amour pur hyperbolique en mystique musulmane. Ed. du Cygne, Paris, 2009 (tr. roumaine, Bucarest, Humanitas, 2007).
- L’Art comme autobiographie de la subjectivité absolue. Schelling, Balzac, Henry.